# USS California (SSN-781)
El USS California (SSN-781) es un submarino nuclear de ataque de la clase Virginia Bloque II de la Armada de los Estados Unidos. El contrato para construirlo se adjudicó a Newport News Shipbuilding (entonces llamada Newport News Shipbuilding & Drydock Co.) en Newport News, Virginia, el 14 de agosto de 2003. La construcción comenzó en diciembre de 2006. La quilla del California se colocó en 1 de mayo de 2009. Fue bautizada el 6 de noviembre de 2010, apadrinada por Donna Willard, esposa del almirante Robert F. Willard. Fue lanzada ocho días después, el 14 de noviembre de 2010.
California es el primer submarino de clase Virginia construido con el sistema avanzado de reducción de firma electromagnética; aunque se adaptará a los submarinos más antiguos de la clase.
California fue entregado a la Marina el 7 de agosto de 2011, ocho meses y medio antes de lo previsto. El buque de 2.300 millones de dólares se puso en servicio el 29 de octubre de 2011 en Norfolk, Virginia.